# Metropolia szczecińsko-kamieńska
Metropolia szczecińsko-kamieńska – jedna z 14 metropolii obrządku łacińskiego w polskim Kościele katolickim. Została ustanowiona 25 marca 1992 roku przez papieża Jana Pawła II na mocy bulli Totus Tuus Poloniae populus.

## Diecezje wchodzące w skład metropolii
1. Archidiecezja szczecińsko-kamieńska;
2. Diecezja koszalińsko-kołobrzeska;
3. Diecezja zielonogórsko-gorzowska[2].

## Biskupi metropolii

### Biskupi diecezjalni
- Metropolita: abp Wiesław Śmigiel (od 2024)[3];
- Sufragan: bp Tadeusz Lityński (od 2015)[4];

### Biskupi pomocniczy
- bp Adrian Put (od 2022)[4];
- bp Henryk Wejman (od 2014)[3];
- bp Krzysztof Zadarko (od 2009)[5].

### Biskupi seniorzy
- bp Paweł Cieślik (od 2015)[5];
- bp Edward Dajczak (od 2023)[5];
- bp Stefan Regmunt (od 2015)[4];
- bp Paweł Socha CM (od 2012)[4].
- abp Andrzej Dzięga (od 2024)

## Główne świątynie metropolii
- Bazylika archikatedralna św. Jakuba w Szczecinie;
- Konkatedra św. Jana Chrzciciela w Kamieniu Pomorskim;
- Katedra Niepokalanego Poczęcia Najświętszej Maryi Panny w Koszalinie;
- Bazylika konkatedralna Wniebowzięcia Najświętszej Maryi Panny w Kołobrzegu;
- Katedra Wniebowzięcia Najświętszej Maryi Panny w Gorzowie Wielkopolskim;
- Konkatedra św. Jadwigi w Zielonej Górze.